# Coppa di Lega Italo-Inglese
La Coppa di Lega Italo-Inglese (in inglese Anglo-Italian League Cup) era una competizione calcistica disputata in gara di andata e ritorno tra le squadre italiane e inglesi vincitrici della Coppa Italia e della Coppa di Lega inglese nelle prime tre edizioni, mentre nelle ultime due edizioni a contendere la coppa alle compagini italiane furono le vincitrici della Coppa d'Inghilterra.
Questa competizione è da non confondersi con la Coppa Anglo-Italiana e con la Coppa Italo-Inglese Semiprofessionisti.

## Albo d'oro
| Edizione | Vincitore    | Finalista       | Note |
| -------- | ------------ | --------------- | --- |
| 1969     | Swindon Town | Roma            | Roma qualificata anche alla Coppa delle Coppe 1969-1970                                                              |
| 1970     | Bologna      | Manchester City | Bologna e Manchester City (detentore Coppa delle Coppe 1969-1970) qualificati anche alla Coppa delle Coppe 1970-1971 |
| 1971     | Tottenham    | Torino          | Torino qualificato anche alla Coppa delle Coppe 1971-1972 Tottenham qualificato anche alla Coppa UEFA 1971-1972      |
| 1975     | Fiorentina   | West Ham Utd    | Fiorentina e West Ham United qualificate anche alla Coppa delle Coppe 1975-1976                                      |
| 1976     | Napoli       | Southampton     | Napoli e Southampton qualificati anche alla Coppa delle Coppe 1976-1977                                              |

## Statistiche
| Squadra         | V | N | P | GF | GS | Dr | Finali vinte | Finali perse |
| Swindon Town    | 1 | 0 | 0 | 5  | 2  | +3 | 1969         | nessuna      |
| Napoli          | 1 | 0 | 0 | 4  | 1  | +3 | 1976         | nessuna      |
| Tottenham       | 1 | 0 | 0 | 3  | 0  | +3 | 1971         | nessuna      |
| Fiorentina      | 1 | 0 | 0 | 2  | 0  | +2 | 1975         | nessuna      |
| Bologna         | 1 | 0 | 0 | 3  | 2  | +1 | 1970         | nessuna      |
| Manchester City | 0 | 0 | 1 | 2  | 3  | -1 | nessuna      | 1970         |
| West Ham Utd    | 0 | 0 | 1 | 0  | 2  | -2 | nessuna      | 1975         |
| Roma            | 0 | 0 | 1 | 2  | 5  | -3 | nessuna      | 1969         |
| Southampton     | 0 | 0 | 1 | 1  | 4  | -3 | nessuna      | 1976         |
| Torino          | 0 | 0 | 1 | 0  | 3  | -3 | nessuna      | 1971         |

## Vincitori per nazione
| Squadra     | Squadre vincitrici | Squadre finaliste |
| Italia      | 3                  | 2                 |
| Inghilterra | 2                  | 3                 |